# Sphaerodactylus dimorphicus
Espèce
Sphaerodactylus dimorphicus est une espèce de geckos de la famille des Sphaerodactylidae.

## Répartition
Cette espèce est endémique du Sud-Est de Cuba.

## Publication originale
- Fong & Diaz, 2004 : Two new species of Sphaerodactylus (Sauria: Gekkonidae) from the southeastern coast of Cuba. Solenodon, vol. 4, p. 73-84 (texte intégral).